# NGC 7087
NGC 7087 هي مجرة حلزونية ضلعية تبعد حوالي 215 مليون سنة ضوئية تقع في كوكبة الكركي (كوكبة). تم اكتشافه من قبل عالم الفلك جون هيرشل في 4 سبتمبر 1834.

## مجموعة العضوية
NGC 7087 هو عضو في مجموعة من المجرات المعروفة باسم مجموعة NGC 7087.

## وصلات خارجية
- NGC 7087 على موقع ويكي سكاي: DSS2, SDSS, GALEX, IRAS, Hydrogen α, X-Ray, Astrophoto, Sky Map, Articles and images